# Tyrese Campbell
Tyrese Kai Campbell (* 28. Dezember 1999 in Cheadle Hulme, Greater Manchester) ist ein englischer Fußballspieler, der bei Stoke City unter Vertrag steht. Der Stürmer spielte für diverse englische Juniorennationalmannschaften.

## Karriere

### Verein
Der in Cheadle Hulme, Greater Manchester geborene Campbell begann seine fußballerische Ausbildung in der Jugendabteilung von Manchester City, wo er sich zu einem talentierten Stürmer entwickelte. Im Sommer 2016 wurde ihm von den Citizens ein Profivertrag vorgelegt, den er jedoch ablehnte. Stattdessen entschied er sich, seine Karriere bei  Stoke City fortzusetzen, die für ihn eine Ausbildungsentschädigung in Höhe von 1,75 Millionen Pfund Sterling entrichteten. Dort sammelte er in seiner ersten Saison 2016/17 beim Verein bereits erste Erfahrungen mit der Reservemannschaft in der Premier League 2.
In dieser Auswahl schaffte er den endgültigen Durchbruch in der nächsten Spielzeit und aufgrund seiner starken Leistungen in der U23 sowie im Training wurde er im Februar 2018 erstmals in die erste Mannschaft beordert. Sein Premier-League-Debüt bestritt er am 24. Februar 2018 (28. Spieltag) beim 1:1-Unentschieden gegen Leicester City, als er in der 64. Spielminute für Mame Diouf eingewechselt wurde. In der verbleibenden Saison 2017/18 absolvierte er drei weitere Ligaspiele, musste jedoch mit Stoke den Abstieg in die zweitklassige EFL Championship antreten. Dort spielte Campbell in der darauffolgenden Spielzeit 2018/19 zunächst keine Rolle und bis zum Jahreswechsel bestritt er lediglich ein Ligaspiel sowie eine Ligapokalpartie. Am 15. Januar 2019 erzielte er bei der 2:3-Heimniederlage gegen Shrewsbury Town im FA Cup beide Treffer seiner Mannschaft. In den nächsten beiden Ligaspielen stand er daraufhin in der Startformation, blieb in diesen aber weitestgehend wirkungslos.
Um Spielpraxis zu sammeln wurde er am 31. Januar 2019 bis zum Ende der Saison 2018/19 an den Drittligisten Shrewsbury Town, den Bezwinger Stokes im FA Cup, ausgeliehen. Bereits zwei Tage später stand er bei der 0:3-Heimniederlage gegen den Tabellenführer Luton Town in der Startelf. Zwei Wochen später traf er beim 1:1-Unentschieden gegen Burton Albion erstmals. Campbell entwickelte sich im Trikot der Shrews rasch zur Stammkraft und erzielte für den Verein in 15 Ligaeinsätzen fünf Tore.
Nach seiner Rückkehr zu Stoke war er in der Spielzeit 2019/20 bereits fester Bestandteil der ersten Mannschaft. Unter Cheftrainer Nathan Jones verpasste er jedoch vorerst den Sprung in die Startelf und wurde nur als Einwechselspieler eingesetzt. Am 19. Oktober 2019 (12. Spieltag) erzielte er beim 2:0-Heimsieg gegen den FC Fulham sein erstes Ligator für die Potters. Nach der Entlassung von Jones und mit der Ankunft seines Ersatzes Michael O’Neill drang er zum Jahreswechsel in die erste Auswahl vor. Mit wichtigen Treffern im Kampf gegen den Abstieg konnte er dieses Vertrauen zurückzahlen. Unter anderem gelang ihm am Neujahrstag 2020 beim wichtigen 5:2-Auswärtssieg gegen Huddersfield Town ein Doppelpack. Am 24. Januar 2020 wurde er mit einem neuen Viereinhalbjahresvertrag ausgestattet. In 33 Ligaeinsätzen konnte er in dieser Spielzeit neun Torerfolge verbuchen und trug damit wesentlich zum erfolgreichen Klassenerhalt bei.

### Nationalmannschaft
Campbell absolvierte im Jahr 2015 für die U16 und U17 Englands insgesamt vier Spiele.
Seit November 2019 ist er für die U20 im Einsatz.

## Persönliches
Campbells Vater Kevin war ebenfalls als Profifußballer aktiv und spielte in seiner beinahe 20 Jahre andauernden Laufbahn auch auf der Position des Stürmers.